# 燕东街道
燕东街道是中国福建省三明市永安市下辖的一个街道。

## 行政区划
燕东街道共辖6个居委会、3个行政村，分别是：
忠义社区、仙泉社区、东门社区、新桥洋社区、林业新村社区、龙翔社区、双桥社区、东郊村、新桥村和麻岭村。